# Gomb

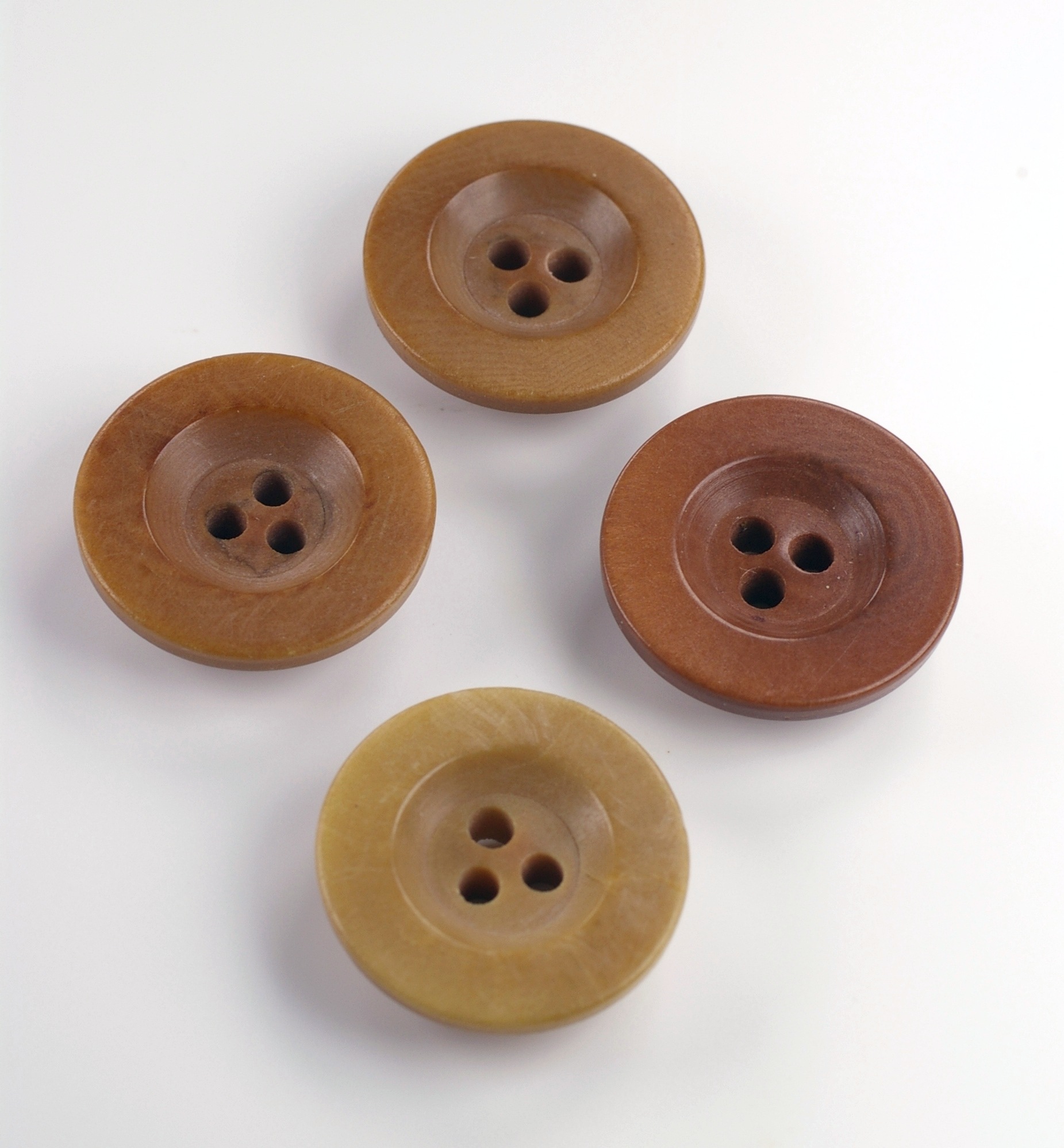
Gombok három lyukkal

A gomb a ruházat összekapcsolására való eszköz. A legkülönbözőbb anyagból készül, fémekből, fából, csontból, bőrből, műanyagból, fás dióból stb. 

## Előállítása
A fémgombok négy osztályba sorolhatók, úgymint: öntött, tömör, üreges és bevont gombok. Az öntött gombokat ónból vagy ón és sárgaréz keverékéből, vas vagy sárgaréz formába, vagy esetleg homokba öntik. Az utóbbi esetben a forma készítésére egy több gombmintából összetett mintát használnak, melynél az egyes gombok vízszintes sikban vannak elhelyezve, és kurta pálcákkal állanak egymással összeköttetésben. Öntés után a gombokat széttörik, megtisztítják, és leesztergályozzák. A gomb fülét vagy együtt öntik a gombbal, vagy külön készítik el, és a formába ágyazzák. A tömör fémgombok rendesen vörösrézből, sárgarézből, vagy tombakból készülnek. E célra lemezeket hengerelnek, amelyekből kilyukasztják a tárcsaszerű gombokat. Azután hozzáforrasztják a gomb fülét, s a gombokat aranyozzák vagy ezüstözik. Üreges gombok két, szélükön összefüggő lemezből készülnek, melyek közül a felső domború, az alsó többnyire sík, és füllel van ellátva. Ide tartoznak az egyenruhákon alkalmazott gombok, a divatgombok stb. A két tárcsa között néha cink- vagy papírbetét van. A bevont gombok nagyon különféle módon és különleges szerkezetű gépeken készülnek. Rendesen azonban két fémlemezből állanak, amelyek közül az egyiket posztóval, gyapjúval vagy selyemmel vonják be, mig a másikra a gomb fülét erősítik. A bevonásra vagy szövetet vagy fonalat használnak; az első esetben a szövetből köralakot vágnak ki, mely nagyobb a készítendő gombnál, erre ráhelyezik a fémlemezeket, és az egészet melegített formába teszik, miáltal a szövet széle feltüremlik, s a szövet szélét azután bélyegzővel rányomják a fémlemezekre; a második esetben a gombot egy lassan forgó, ferde orsóra helyezik és a fonalat gyorsan forgó orsó segítségével vezetik a gombhoz. Kő-, csont-, gyöngyház-, kókuszdió- és fagombok rendesen egyszerű esztergapadon készülnek, az így nyert gombokat aztán külön fúrógépen lyukakkal látják el. A szarugombokat melegen préselik. Kaucsuk- és gumigombokat is készítenek.

## Története

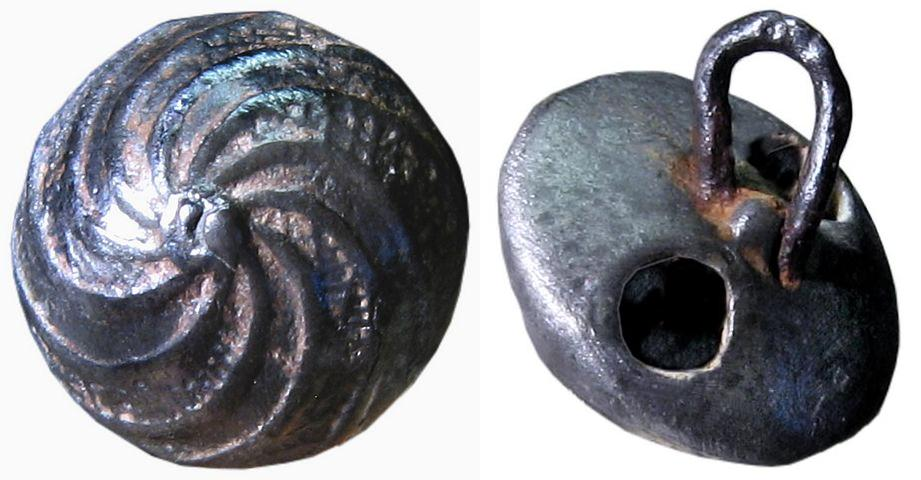
17. századi spanyol fémgomb

A gombok nyomaira már a régebbi kőkorszakban (paleolitikum) rátalálunk. Hazánkban persze nem, mert ennek területét e korszakban még nem lakta ember, de a franciaországi, ún. magdeleni korszak leletei közt vannak rénszarvasagancsból faragott kicsiny korongok, amelyek a közepükön át vannak fúrva. Ezek a legkezdetlegesebb gombok, melyeket úgy erősítettek a ruhára, hogy a lyukon át szíjat huzván, a szíj külső végére bogot, belső végére hurkot kötöttek. E gombok legtöbb esetben oly pazarul voltak ékítve különféle karcolatokkal, hogy némely szakember eleinte épp ezért vallásos tárgyaknak hitte őket. A újkőkorszakban olyan kőből csiszolt gombok fordulnak elő, amelyeken két egymással közlekedő lyuk van, úgyhogy a szíjat ezen keresztül húzván, nem volt szükség a külső oldalon csomót kötni, csak egyszerűen összekötötték a szíj két végét, s készen volt a hurok. A bronzkorban érik el a gombok legteljesebb kifejlődésüket. Ekkor már valóságos füllel látják el, formájuk ugyanaz, amit ma pityke alatt ismerünk, sőt nem hiányoznak e korban a kettős gombok sem, melyek hasonlók a mi mai kézelőgombjainkhoz.